# Światowy Dzień Zdrowia Jamy Ustnej
Światowy Dzień Zdrowia Jamy Ustnej, ang. World Oral Health Day —  obchodzony corocznie 20 marca dzień, mający przypominać społeczeństwom oraz decydentom o znaczeniu zdrowia jamy ustnej, także w ujęciu ekonomicznym. Inicjatorem ustanowienia Światowego Dnia Zdrowia Jamy Ustnej jest Światowa Federacja Dentystyczna FDI (World Dental Federation).
W aktualnej formule Światowy Dzień Zdrowia Jamy Ustnej obchodzony jest od 2013 roku. Początkowo, dokładnie w 2008 roku, ŚDZJU ustanowiono na 12 września - aby uhonorować dzień urodzin założyciela FDI dr Charlesa Godona. Kilka lat później władze Światowej Federacji Dentystycznej uznały jednak, że w związku z coroczną organizacją Dorocznego Światowego Kongresu Stomatologicznego FDI we wrześniu (w każdym roku gospodarzem jest inny kraj, w 2016 była Polska) oraz licznymi obowiązkami w tym okresie, ŚDZJU należy przenieść na 20 marca.
W ramach kampanii FDI przygotowuje bezpłatne materiały informacyjne, broszury oraz plakaty do pobrania w różnych językach.
Tytuły poszczególnych edycji Światowego Dnia Zdrowia Jamy Ustnej
2013: Healthy Teeth for a Healthy Life
2014: Celebrating Healthy Smiles
2015: Smile for Life!
2016: Healthy mouth. Health body.
2017: Live Mouth Smart
2018: Say ahh – think mouth, think health

## Obchody w 2008
W pierwszym roku kampanii nie zdecydowano się zajmować jakimś konkretnym zagadnieniem, lecz próbować naświetlić problematykę higieny i zdrowia jamy ustnej większej grupie ludzi. W tym roku Światowy Dzień Zdrowia Jamy Ustnej obchodzony był na większą skalę w Stanach Zjednoczonych, Anglii, Niemczech, Hiszpanii, Macedonii, Czechach oraz we Francji. FDI zapowiedziało dążenie do globalizacji święta.